# Kathrin Fenner
Kathrin Fenner (* 18. August 1972 in Zürich) ist eine Schweizer Umweltchemikerin und Biochemikerin.

## Laufbahn
Zwischen 1992 und 1997 studierte Fenner Chemie an der Universität Zürich. Anschliessend promovierte sie 2001 an der ETH Zürich bei Konrad Hungerbühler zum Thema «Transformation products in environmental risk assessment: joint and secondary persistence as new indicators for the overall hazard of chemical pollutants». Diese Arbeit wurde mit der Silbermedaille der ETH ausgezeichnet. 2001 war sie als Gastwissenschaftlerin am Lawrence Berkeley National Laboratory. Seit 2002 ist sie an der Eawag tätig – mit einem Unterbruch 2006/07 durch einen weiteren Gastaufenthalt in den USA, diesmal an der University of Minnesota. 2010 wurde sie mit der Arbeit «Exposure assessment for organic contaminants – Improving scope and accuracy» habilitiert. Seit 2010 ist Fenner Forschungsgruppenleiterin an der Eawag. Seit 2017 ist sie zudem ausserordentliche, seit 2023 ordentliche Professorin an der Universität Zürich.
Laut Google Scholar hat Fenner einen h-Index von 44. Ihre Publikation «High-Throughput Identification of Microbial Transformation Products of Organic Micropollutants» wurde 2010 zum besten Paper in der Kategorie Umweltwissenschaften gewählt.
Mit ihrer Forschungsgruppe entwickelt und betreut sie – gefördert vom Schweizerischen Nationalfonds – u. a. die Abbaupfad-Datenbanken EAWAG-BBD und enviPath.